# حزب الله في أمريكا اللاتينية
حزب الله في أمريكا اللاتينية هو منظمة منشقة عن جماعة الإسلام الشيعي اللبنانية المسماة حزب الله، وتعمل في أنحاء أمريكا الجنوبية.

## التاريخ
تأسست المجموعة في الثمانينات في منطقة الحدود الثلاثية بين باراغواي والبرازيل والأرجنتين، التي اعتُبرت ملاذًا آمنًا لعمليات التهريب والتجنيد وتخطيط الهجمات. توسعت المجموعة إلى فنزويلا مع بعض الدعم من الدولة الفنزويلية. كما يتلقون تمويلًا من دولة إيران لتنفيذ عمليات ضد المصالح الأمريكية الصهيونية في أمريكا الجنوبية، مع كون العديد من أعضاء المجموعة من المسلمين العرب الذين إما هاجروا أو وُلدوا في أمريكا الجنوبية. كان تأسيسها يُعتبر أيضًا وسيلة لإيران لزيادة نفوذها ضد الولايات المتحدة، حيث اعتُبر تشكيل هذه الشبكة في أمريكا الجنوبية كشبكة وكيلة لإيران. يقع مقر المجموعة في سيوداد ديل إستي، باراغواي. من خلال تأسيسهم في المنطقة الحدودية بين باراغواي والبرازيل والأرجنتين، توسع أعضاء حزب الله في أمريكا اللاتينية في مناطق تشيلي وبوليفيا مع بعض الدعم من بوليفيا، حيث يصدرون المخدرات من تلك المناطق ويقومون بتنظيم عمليات شبه عسكرية هناك أيضًا. في سبتمبر 2023، صنفت وزارة الخارجية الأمريكية حزب الله في أمريكا اللاتينية وغيرهم من operatives المرتبطين بهم كإرهابيين. زعيم حزب الله في أمريكا اللاتينية هو حسين أحمد كركي، الذي يُعرف أيضًا بالأسماء المستعارة أبو علي ورامي وسعد الزين، وهو المسؤول عن معظم إن لم يكن جميع الهجمات التي نفذها حزب الله في أمريكا اللاتينية، بما في ذلك الهجوم ضد مبنى الجمعية الإسرائيلية الأرجنتينية في 1994 والهجمات ضد اليهود في البرازيل في 2023، حيث قام أيضًا بتجنيد مجرمين برازيليين لتنفيذ هذه الهجمات. ساعدت السلطات الفنزويلية في هروبه من الملاحقة القضائية من خلال منحه وثائق قانونية لتجاوز أي أوامر بالقبض عليه قد تكون صادرة أو قد تصدر في المستقبل. وقد عمل أيضًا مع العصابات مثل Ndrangheta وكامورا وPrimeiro Comando da Capital (PCC) من البرازيل لتوسيع عمليات تهريب المخدرات وغسيل الأموال. بخلاف التمويل المستمر وتكوين الإيرادات، فإن العمليات التي يقوم بها حزب الله في أمريكا اللاتينية غالبًا ما تكون محدودة عندما يتعلق الأمر بالهجمات الإرهابية وأشكال النشاط شبه العسكري الأخرى للحفاظ على ملف منخفض.
في عام 1994، قام حزب الله في أمريكا اللاتينية بتفجير مبنى الجمعية الإسرائيلية الأرجنتينية (AMIA). رغم أن مجموعة جهادية فلسطينية قد تبنت المسؤولية كواجهة لحزب الله. كان هناك رجل يدعى صمويل سلمان الرده، الذي كان يُعرف أيضًا بأسماء مستعارة أخرى مثل الرده، سلمان رؤوف سلمان، سليمان رامال، سلمان رامال، سلمان رؤوف سلمان، وحاج، وهو رجل كولومبي لبناني ساعد في التخطيط وتنفيذ الهجمات الإرهابية في التسعينيات بما في ذلك تفجير الـ AMIA نيابة عن حزب الله، وكان أيضًا عضوًا في منظمة الجهاد الإسلامي وحزب الله في أمريكا اللاتينية. تم الإعلان عن توجيه التهم ضده في 30 ديسمبر 2023 من قبل وزارة العدل الأمريكية، التي أصدرت بيانًا من خلال مكتب الشؤون العامة، بما في ذلك التآمر لتقديم الدعم المادي لمنظمة إرهابية محددة وغيرها من التهم المتعلقة بالإرهاب.
في عام 2017، اعتقلت الولايات المتحدة اثنين من أعضاء حزب الله في أمريكا اللاتينية، سامر الدبك وعلي كوراني، واللذان كانا يحملان الجنسية الأمريكية. سامر الدبك الذي وُلد في ديربورن (ميشيغان)، كان يخطط للهجوم على السفارة الإسرائيلية مع علي كوراني، وقد تلقى الدبك تدريبًا عسكريًا خارج الولايات المتحدة في باناما في قاعدة تدريب تم استضافتها وتمويلها من قبل حزب الله في أمريكا اللاتينية.
في عام 2021، كان أعضاء من حزب الله في أمريكا اللاتينية يخططون لاغتيال مواطن إسرائيلي في كولومبيا انتقامًا لاغتيال قاسم سليماني، وهو جزء من عملية أكبر للهجمات الانتقامية من قبل حزب الله.

### الإرهاب بعد 7 أكتوبر
بعد هجوم حماس على إسرائيل في 2023 وأثناء حرب إسرائيل–حماس، تم اتهام حزب الله بالتخطيط لتنفيذ هجمات إرهابية ضد المدنيين اليهود والإسرائيليين في أمريكا الجنوبية.
في نوفمبر 2023، اعتقلت الشرطة البرازيلية رجلين كان لديهما روابط مع حزب الله في أمريكا اللاتينية ومع الحزب الرئيسي لحزب الله. تم اعتقال أحد الرجال في مطار ساو باولو/غواروليوس الدولي بعد قدومه من لبنان إلى البرازيل. كان المخطط الذي كان لدى الرجال هو مهاجمة المجتمعات اليهودية في البرازيل، ولكن تم إحباطه بمساعدة من جهاز الاستخبارات الإسرائيلي الموساد بالإضافة إلى هذه الاعتقالات، نفذت الشرطة البرازيلية 11 مذكرة بحث تتعلق بتجنيد المتطرفين في البرازيل. شملت هذه المذكرات منازل ومرافق تخزين في ساو باولو، عاصمة البرازيل وجميع أنحاء ولاية ميناس جيرايس.

## الإيرادات
معظم إيرادات المجموعة الدولية تأتي من إيران، مع بعض الأموال التي يتم غسيلها من فنزويلا. بعض الإيرادات التي يتم جمعها من حزب الله في أمريكا اللاتينية تذهب نحو المجموعة الرئيسية في لبنان لتعويض فقدان الأموال في لبنان. كان غسيل الأموال ولا يزال جزءًا كبيرًا من خدمتهم في جمع الإيرادات لصالح الفرع الرئيسي لحزب الله في لبنان وكان أول شيء قام به حزب الله في أمريكا اللاتينية للحصول على المزيد من الأموال لأنفسهم وللقطاع الرئيسي. تأتي الكثير من الأموال التي يحصلون عليها في أمريكا الجنوبية من تهريب السلع غير القانونية عبر مثلث الحدود بين الأرجنتين والبرازيل وباراغواي، وهي تستخدم لتمويل الأنشطة الإرهابية. تشمل العديد من هذه السلع المخدرات، والبضائع المسروقة، والأسلحة، والمحتوى المقرصن الذي يتم تهريبه من خلال غسيل الأموال. كما يقومون بتهريب الكوكايين عبر كولومبيا وفنزويلا. من خلال عملياتهم في دول مثل البرازيل وكولومبيا والإكوادور وبنما وبيرو، يشاركون في التعدين غير القانوني للموارد القيمة لإما إعادة بيعها أو تهريبها إلى لبنان وإيران.
وفقًا لتقرير صادر عن وزارة الخزانة الأمريكية في عام 2006 الذي قام بتصنيف 9 كيانات في باراغواي، أنشأ حزب الله في أمريكا اللاتينية وامتلك محلات تجارية ومراكز تجارية مولت العمليات لصالح حزب الله، وكان من بين الكيانات المصنفة صبحي محمود فياض، الذي يشارك في الأنشطة غير القانونية بدءًا من تهريب المخدرات إلى تزوير العملة الأمريكية. في عام 2010، تم إضافة رجل دين لبناني مقيم في البرازيل، بلال محسن وهبة، إلى القائمة، وفي الأشهر التي سبقت دورة الألعاب الأولمبية الصيفية 2016 تم اعتقال العديد من الأعضاء في الأراضي البرازيلية.
تشكل تجارة السلع غير القانونية حوالي 60-70% من إجمالي إيرادات المجموعة. طريقة رئيسية أخرى لتمويل حزب الله في أمريكا اللاتينية وعملياته الرئيسية في لبنان هي من خلال إنشاء أعمال تجارية وهمية، ابتزاز، تزوير، والاحتيال، التي يمكن أن تنتج، بما في ذلك مجموعة أخرى من الأنشطة غير القانونية، حوالي 20 مليون دولار أمريكي، وهو ما يعادل حوالي خمس ميزانية حزب الله السنوية البالغة 100 مليون دولار أمريكي وثلث ما تساهم به إيران لحزب الله بشكل إجمالي.
تمت مقارنة حزب الله في أمريكا اللاتينية مع MS-13 والكارتلات المكسيكية مع مساعدة نظام مادورو في دعم حزب الله في أمريكا اللاتينية من خلال الجالية اللبنانية المزدهرة في فنزويلا التي كانت تستخدم كنقطة انطلاق لهم. غالبًا، دون علم الجالية اللبنانية الأوسع بهذه العمليات السرية، تم تطوير شبكة من الخبراء اللوجستيين—بما في ذلك رجال الأعمال، والمحامون، والمحاسبون—ضمن الشتات في فنزويلا. تعمل هذه الشبكة كنظام دعم لحزب الله، تساعد في جمع الأموال غير المشروعة، وإخفائها، وتحويلها، وغسلها، بعض منها يُستخدم لتمويل الأنشطة الإرهابية العالمية. في فنزويلا، تعمل شبكة دعم حزب الله من خلال ترتيبات عائلية مفصولة تدمج في الاقتصاد غير المشروع الذي يسيطر عليه نظام مادورو، بالإضافة إلى الهياكل السياسية والإدارية للنظام. العديد من هذه العشائر مدمجة في الدولة والمجتمع الفنزويلي من خلال المجتمعات اللبنانية والسورية، التي تمتد أيضًا إلى كولومبيا المجاورة.
ليس فقط أن لديهم مناطق عمليات في أمريكا اللاتينية، بل يقومون أيضًا بعمليات تشمل الأنشطة غير القانونية في مناطق المكسيك منذ أوائل العقد الأول من القرن 2000، مع تهريب المهاجرين غير القانونيين والأجانب اللبنانيين في المكسيك إلى الولايات المتحدة لتوفير الدعم المالي لحزب الله في أمريكا اللاتينية وعمليات حزب الله الرئيسية في لبنان، وأحد الأمثلة على ذلك هو عندما اعتقلت مكتب التحقيقات الفيدرالي مواطنًا لبنانيًا يدعى محمود يوسف كوراني في ديربورن، ميشيغان في مايو 2003 بتهمة إيواء مهاجر غير قانوني، حيث أسفرت التحقيقات اللاحقة عن اكتشاف أنه هو نفسه هاجر من المكسيك إلى الولايات المتحدة في عام 2001 بعد وصوله إلى المكسيك عبر تأشيرة سفر تم الحصول عليها بطريقة غير قانونية بعد دفع رشوة لمسؤول مكسيكي في السفارة المكسيكية في بيروت حيث وجه 40,000 دولار أمريكي إلى عناصر حزب الله.
عمل حزب الله في أمريكا اللاتينية مع الكارتلات المكسيكية باستخدام مواطنين لبنانيين للتفاوض على عقود تحالف مع زعماء الجريمة المكسيكيين والعصابات والكارتلات من أجل الحصول على الوصول إلى طرق تهريب المخدرات على حدود المكسيك والولايات المتحدة لتهريب المخدرات من منطقة الحدود الثلاثية بين باراغواي والبرازيل والأرجنتين إلى إقليم بنما أو عبر الطريق البان-أمريكي إلى المكسيك ثم إلى الولايات المتحدة باستخدام نفس الوثائق المزورة التي يستخدمها الكارتلات المكسيكية، حيث أن 60% من علاقات تهريب المخدرات تتعامل مع الكارتلات المكسيكية وفقًا إدارة مكافحة المخدرات، وتشمل هذه الطرق جسر التجارة العالمية الدولي بين نيوفو لاريدو ولاريدو، تكساس، وكذلك الطريق السريع 35 والطرق السريعة 59 و359 و83، التي تعمل كفروع إلى الولايات المتحدة من الحدود بين تكساس والمكسيك التي يستخدمها التحالفات المكسيكية، من جنوب تكساس إلى مدن عبر الولايات المتحدة وحتى شمالًا إلى حدود كندا والولايات المتحدة. بعض الأسلحة التي يستخدمها حزب الله في أمريكا اللاتينية يمكن تتبعها إلى الموردين الروس رغم أن روسيا تنفي أي تورط في تمويل حزب الله في أمريكا اللاتينية، قائلة أن الأسلحة ربما تم وضعها في أيديهم عن طريق الخطأ.

### الدعم
حصل حزب الله في أمريكا اللاتينية على دعم من إيران عبر القطاع الرئيسي لحزب الله أو مباشرة إلى حزب الله في أمريكا اللاتينية، وقد تم اعتباره وكيلًا إيرانيًا في أمريكا اللاتينية. وقد اتهمت دول أخرى مثل كوبا التي ساعدت في إقامة قواعد ودعم مقاتلي حزب الله في نطاقها القضائي, ونيكاراغوا التي زُعم أنها ساعدت في إنشاء وتسهيل معسكر تدريب لحزب الله إلى جانب الجيش النيكاراغوي على أراضيها, وبوليفيا التي تم اتهامها أيضًا بمساعدة دعم حزب الله في أمريكا اللاتينية وإقامة نفسه للأنشطة غير القانونية في النصف الغربي منذ نهاية حرب الخليج الأولى والعلاقات الأكثر تقاربًا بين إيران وهذه الدول منذ ذلك الحين.
مع وجودهم في أمريكا الجنوبية وكونهم وكيلًا بارزًا لإيران في أمريكا الجنوبية، يسعون لإقامة علاقات مع الحكومات في أمريكا الجنوبية التي تعتبر معارضة للحكومات الأمريكية. باستخدام المشاعر المعادية لأمريكا الحكومية والمحلية، يستغلون الموارد في أمريكا الجنوبية لتمويل أنفسهم وإيران، حيث تقدم بوليفيا الموارد لإيران وحزب الله في أمريكا اللاتينية بهدف تحسين العلاقات الدبلوماسية بين البلدين. أحد الداعمين الرئيسيين لحزب الله في أمريكا اللاتينية، إلى جانب إيران، هو فنزويلا التي تشددت بعد اغتيال الجنرال الإيراني قاسم سليماني جراء غارة جوية أمريكية، حيث تعتبر فنزويلا تحت حكم نيكولاس مادورو "حليفًا قيمًا" ليس فقط لحزب الله في أمريكا اللاتينية ولكن لإيران أيضًا، حيث أنهم متواطئون في السماح لحزب الله في أمريكا اللاتينية بغسيل الأموال وإنشاء دوائر مالية في نطاق فنزويلا، ويسمحون بشحن المخدرات غير القانونية من فنزويلا وبوليفيا إلى مناطق في الولايات المتحدة وأوروبا.

### العقوبات
تم فرض عقوبات على حزب الله في أمريكا اللاتينية وقد تم تصنيفه كمنظمة إرهابية من قبل عدة دول ووكالات.
فرضت الولايات المتحدة العديد من العقوبات على الجماعة، لكنها كانت أكثر محدودية في أمريكا الجنوبية مقارنة بالقطاع اللبناني. استهدفت هذه العقوبات أيضًا عضوًا في حزب الله في أمريكا اللاتينية يدعى Amer Mohamed Akil Rada الذي يُعتبر العامل الرئيسي وراء تفجير AMIA. تم اعتبار هذه الخطوة من قبل الحكومة الأمريكية كوسيلة للاستمرار في مكافحة عمليات حزب الله، حيث ذكر المتحدث باسم وزارة الخارجية الأمريكية ماثيو ميلر أن العقوبات تؤكد التزام الولايات المتحدة بعدم السماح للميسرين والممولين لحزب الله بالاستمرار في عملياتهم.
أفاد وزارة الأمن في الأرجنتين في إطار تحقيق مشترك مع كل من البرازيل وباراغواي أن قائد حزب الله في أمريكا اللاتينية هو حسين أحمد كركي. كما ذكرت الوزارة أن كركي كان يتلقى أوامر مباشرة من زعيم حزب الله آنذاك، حسن نصر الله، قبل اغتيال نصر الله على يد جيش الدفاع الإسرائيلي، حيث كان كركي أيضًا يقيم في لبنان، مسقط رأسه. كان كركي العقل المدبر وراء تفجير AMIA حيث كان حاضرًا في بوينس آيرس يوم الهجوم واشتَرَى الشاحنة باستخدام جواز سفر كولومبي مزور يُعرِّفه على أنه "ألبرتو ليون نين"، وفي وقت لاحق من نفس اليوم، غادر عبر رحلة جوية قبل ساعات من الانفجار. غادر كركي من مطار خورخي نيوبيري إلى مدينة فوز دو إيغواسو. يتحدث كركي الإسبانية والبرتغالية.